# 山室建徳
山室 建徳（やまむろ けんとく、1954年 - ）は、日本の歴史学者。名前の正式な表記は「建德」である。帝京大学経済学部元教授。専門は日本近代史。

## 略歴
1977年、東京大学文学部卒業。1980年、同大学大学院人文科学研究科修士課程修了。帝京大学講師・准教授・教授などを歴任。

## 著作

### 単著
- 『軍神――近代日本が生んだ「英雄」たちの軌跡』（中央公論新社［中公新書］, 2007年）

### 編著
- 『日本の時代史25　大日本帝国の崩壊』（吉川弘文館, 2004年）

## 論文
- 「社会大衆党小論」近代日本研究会編『年報・近代日本研究　第5巻 昭和期の社会運動』（山川出版社, 1983年）
- 「1930年代における政党基盤の変貌」『年報政治学1984――近代日本政治における中央と地方』（岩波書店, 1985年）
- 「政党内閣期の合法無産政党」『社会科学研究』38号（1986年）
- 「史料調査は止められない」『日本歴史』515号（1991年）
- 「普通選挙法案は、衆議院でどのように論じられたのか」有馬学・三谷博編『近代日本の政治構造』（吉川弘文館, 1993年）
- 「昭和戦前期選挙の二つの見方」『日本歴史』544号（1993年）
- 「鳩山一郎」渡辺昭夫編『戦後日本の宰相たち』（中央公論社, 1995年）
- 「日露戦争の記憶――社会が行う<現代史教育>」『帝京大学文学部紀要』26号（2001年）

## 編纂史料
- 『本庄繁日記』（伊藤隆ほか共編, 山川出版社, 1983年）